# 埃利尤什·涅维亚多姆斯基

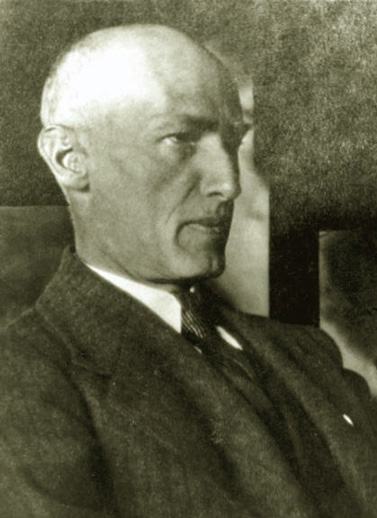
埃利尤什·涅维亚多姆斯基

埃利尤什·涅维亚多姆斯基（1869年12月1日—1923年1月31日）是一位波兰現代主義画家和艺术评论家。1922年，他刺殺了波兰总统加布列尔·纳鲁托维奇。

## 生平
涅维亚多姆斯基生于一个什拉赫塔家庭。他的父亲曾參加一月起義。1888年涅维亚多姆斯基移居圣彼得堡，并在列宾美术学院學習。
1897年后，他在华沙理工大学教授绘画。
涅维亚多姆斯基支持波蘭民族主義。 1901年，他因涉嫌發放民族主义政治宣传册子而被俄羅斯帝國警察逮捕，數月后获释，华沙理工大学隨即將其開除。日俄战争期间，他鼓勵發動反俄破坏行动。
波兰独立后，涅维亚多姆斯基在文化部任職。1920年波苏战争期间，涅维亚多姆斯基想當兵，但因年纪太大被拒绝。在战争的最后几个月的事件，他终于说服有關部門将他调往前线作戰。
1921年复员后，涅维亚多姆斯基回到文化部继续任職。然而就在同年的11月8日，政府拒绝向文化部提供更多预算，不久涅维亚多姆斯基從文化部離職。

## 刺殺總統
1922年12月16日，新当选的波蘭总统加布列尔·纳鲁托维奇來到扎切塔國家美術館參加某個艺术展的开幕式。此時涅维亚多姆斯基拔出手枪，走近纳鲁托维奇并向他开枪。纳鲁托维奇当场死亡。在受審期間，涅维亚多姆斯基表示，在纳鲁托维奇当选总统之前，他曾打算刺杀约瑟夫·毕苏斯基，他認為认为毕苏斯基是導致波蘭混亂的罪魁祸首。他在得知毕苏斯基不打算竞选波兰总统后放弃刺殺他，但在纳鲁托维奇于1922年12月9日当选总统后，他又萌生了暗杀總統的念头。1923年1月31日，涅维亚多姆斯基被處決。他的遗体被安葬在华沙的波翁斯基公墓。